# Кольцо Намейса

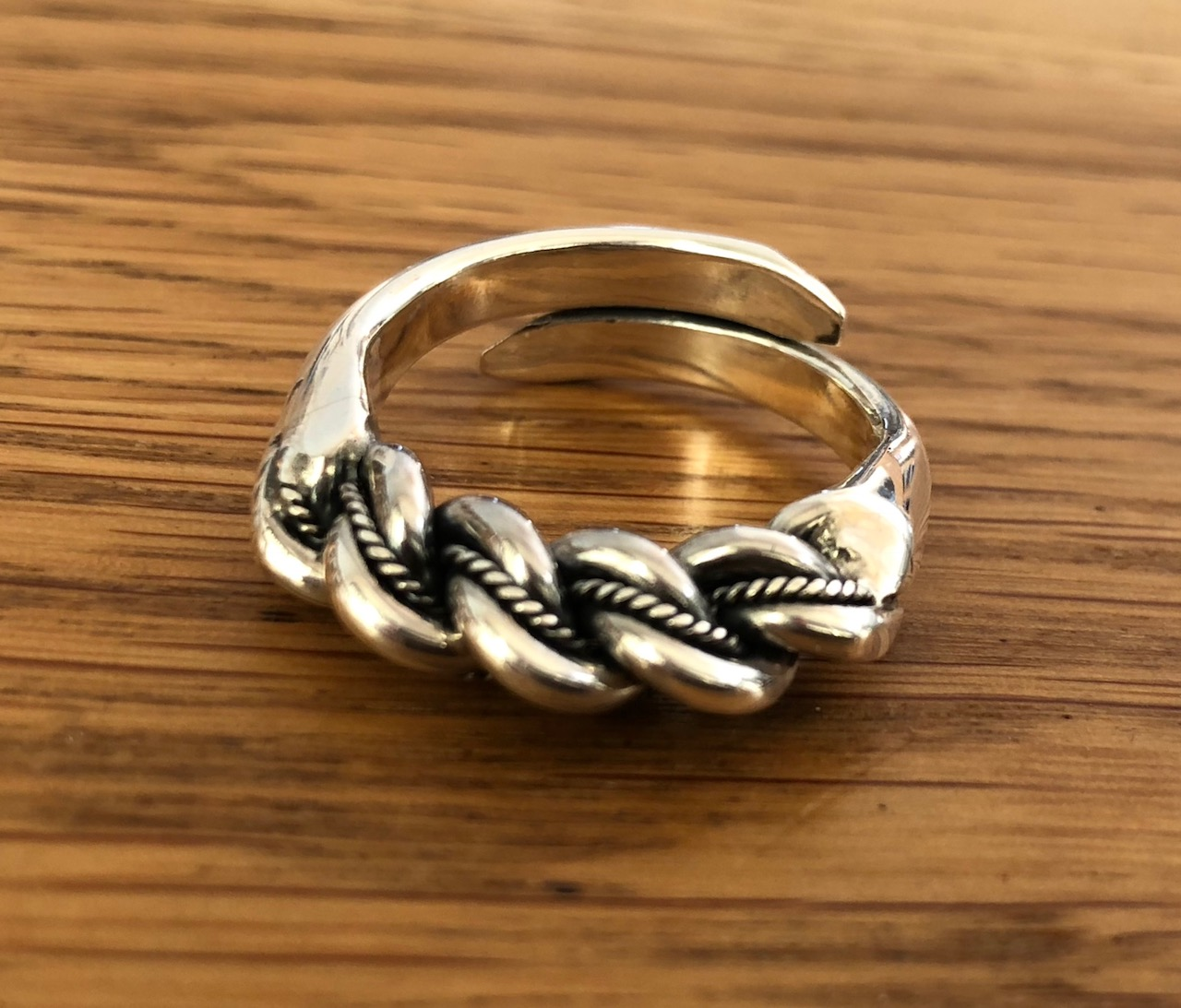
Серебряное кольцо Намейса

Кольцо Намейса (латыш. Nameja gredzens) — латышское кольцо, олицетворяющее независимость, дружбу и доверие Латвии. Оно символизирует единство трёх древних латвийских земель — Курземе, Латгалии и Видземе.
Вид кольца и связанные с ним обычаи зародились на древних латгальских землях, являющиеся самыми восточными из четырёх исторических областей Латвии. Кольцо было впервые произведено в XII веке и оно является одним из самых распространённых символов латышской культуры. В 1931 году Александрс Гринс написал роман «Nameja gredzens» («Кольцо Намейса»), сделавший кольцо популярным. В 2018 году Айгарс Грауба снял одноимённый фильм (латыш. Nameja gredzens), отображающий альтернативную версию легенды кольца.

## Описание
Кольцо Намейса является одной из главных фигур в латвийских ювелирных изделиях из-за своего дизайна и мифологического значения.
В XX веке в прибалтийских странах наблюдался всплеск интереса к данному кольцу не только как к ювелирному украшению, но и к символу латышской идентичности. Его в основном носили мужчины, но в последние годы его стали носить и женщины. Материал кольца в основном состоит из серебра, но оно также может быть выполнено из золота или бронзы. Классическое кольцо состоит из трёх основных полос, переплетённых друг с другом, но в последние годы более замысловатые кольца имеют множество украшений, таких как более мелкие серебряные завитки, вплетённые в более крупные полосы.

## Происхождение
Впервые кольцо было найдено на древних латгальских землях. Название кольца происходит от земгальской легенды о короле земгалов Намейсисе в конце XIII. Хотя эта легенда стала популярной, на самом деле эти кольца датируются концом XII — началом XIII века.
Было обнаружено, что Намейсиса не было в живых, когда в XII веке были сделаны первые кольца; Археологи находили кольца в основном в древних латгальских землях, доказывая, что он не может иметь никакого отношения к кольцу. Такое название кольца не использовалось вплоть до 1920-х годов, когда в древних могилах Латгалии были найдены два оригинала, которые стали популярным ювелирным изделием для подражания. Было также установлено, что владеть этим предметом в XII веке было бы очень дорого, поскольку он в основном сделан из серебра, а процесс его производства был долгим и сложным.

## Легенды
О происхождении кольца Намейса ходит много легенд, в частности, о лидере земгалов в XIII веке Намейсисе. Согласно легенде, Намейс был одним из последних воинов, сражавшихся против вторжения немецких крестоносцев на территорию Латвии. Он сбежал в ссылку в Литву, но в качестве прощального подарка подарил сыну витое металлическое кольцо, чтобы отец узнал мальчика по возвращении. Сыну Намейсиса угрожала опасность, когда немцы раскрыли секрет кольца. Немцы отправились на поиски сына Намейсиса, чтобы христианизировать его и заставить сдаться. Говорят, что почти все земгальские мальчики и мужчины делали похожие кольца и носили их, чтобы защитить личность мальчика.
По другой легенде немецкие крестоносцы медленно продвигались на территорию Латвии в средневековье, захватывая племя за племенем. После проигранной битвы с немецкими рыцарями Намейсис был вынужден отступить в Литву вместе со своей семьёй и племенем, где он приказал изготовить кольца.

## Популяризация
Популярности кольца способствовали различные факторы. Латвийский писатель Александрс Гринс написал в 1931 году одноимённый роман. Кольцо, описанное в романе, является другим, но общество поняло идею истории Гринса, когда она была представлена на сцене. Уникальному кольцу были присвоены идентичность и название, которые сделали его олицетворением силы латвийского лидера Намейсиса. В 1936 году художник Людольф Либертс нарисовал археологическое кольцо на пальце своего фантастического портрета Намейса.
Кольцо Намейса также было подарено в конце 1930-х годов тогдашнему президенту страны Карлису Улманису его идеологами, которые развивали мифы, чтобы легитимизировать лидера, используя псевдоисторические аналогии, в том числе позиционируя Улманиса как его наследника.

## Использование и символика
В 30-е годы XX века кольцо Намейса символизировало переход мальчиков во взрослую жизнь. Отцы дарили кольцо своим сыновьям в день их совершеннолетия, что было единственным способом его получения. Тесные узы символизировали семью и важность единства.
Каждое кольцо создано вручную ювелиром, индивидуально скручено. Это также связано с возможным девизом Намейсиса: «Один за всех и все за одного».
Кольцо Намейса стало центральной иконой латвийского ювелирного искусства. Три витые серебряные части символизируют единство трех древних латвийских земель — Курземе, Латгалии и Видземе, которые в наши дни составляют современную территорию Латвии. Кольцо также является символом латышской идентичности.

## В культуре

### Латвийский лат

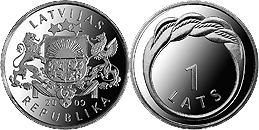
1 латвийский лат с кольцом Намейса

8 июня 2009 года Банк Латвии выпустил новую монету номиналом в 1 латвийский лат с кольцом Намейса, на реверсе которого был изображён номинал.
Графическое оформление выполнила Илзе Либиете, гипсовую модель — Байба Шиме.

### Роман
Nameja gredzens (Кольцо Намейса) — роман Александрса Гринса, опубликованный в 1931 году и посвящён древнему земгальскому правителю Намейсису.
В данном романе Намейсис борется за независимость Земгале. Данный роман является скорее вымышленным, поскольку он не основан на конкретных фактах истории Латвии.

### Фильм
Кольцо Намея (Nameja gredzens) — фильм латвийского режиссёра и продюсера Айгарса Граубы. Действие фильма происходит в XIII веке в Земгале и повествует о лидере земгалов Намейсисе, который после смерти короля Виестартса получает кольцо Намейса (кольцо власти) и право на власть, а также борьбу против вторжения немецких крестоносцев на территорию Латвии.
Фильм был снят в 2014—2017 годах с бюджетом 3 миллиона евро, став одним из самых дорогих латвийских фильмов. 17 января 2018 года на премьере данного фильма присутствовали президент Латвии Раймондс Вейонис, известные латвийские политики, предприниматели и съемочная группа.